# 氣候變化與傳染病

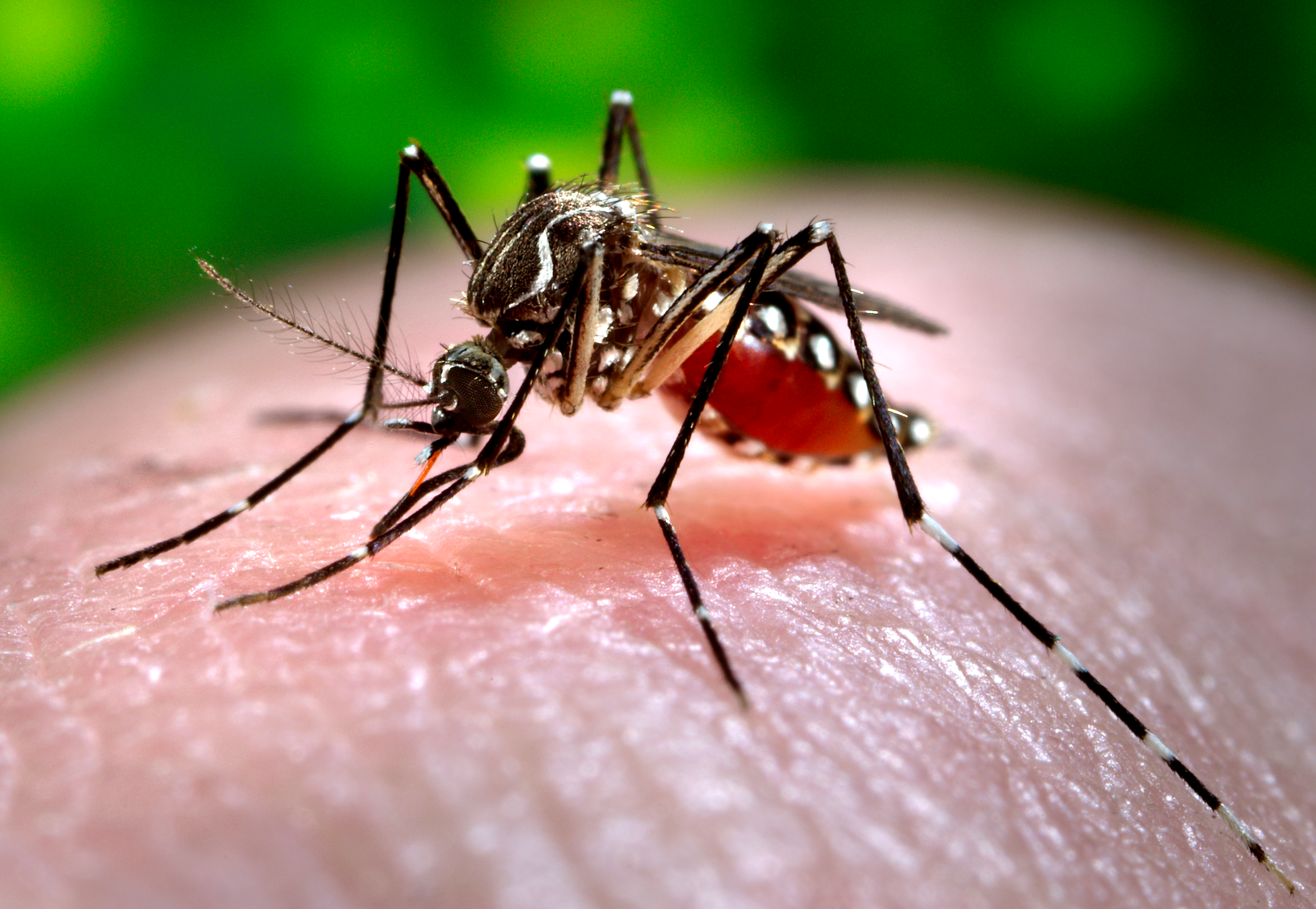
埃及斑蚊是傳染登革熱的媒介。

氣候變化與傳染病（英語：Climate change and infectious diseases）之間的關係，顯現的是全球氣候變化對傳染病的傳播已產生廣泛的影響。氣候變化把管理傳染病方面既存的不平等和挑戰更為加劇，與氣候變化對人類健康的影響情況相似。會受到氣候變化影響而傳播的傳染病，包括有登革熱、瘧疾、蜱媒傳疾病、利什曼病和伊波拉出血熱。例如氣候變化正在改變攜帶登革熱病毒媒介 - 蚊蟲的分佈範圍和季節性。
同一健康是種是涉及人類、動物、環境衛生保健各個方面的一種跨學科與跨地域（國家、地區、全球）協作和交流的新策略，致力於共同促進人和動物健康，維護和改善生態環境，部分原因就是為應對氣候變化引起的流行病升高風險。目前尚無直接證據顯示氣候變化把COVID-19疫情嚴重性升高或甚至是由其所引起，調查仍在進行中。

## 成因
迄1988年，人們對全球氣候變化引起健康方面的問題知之甚少。聯合國政府間氣候變化專門委員會（IPCC）迄今已發布六份氣候變化評估報告，在第六次評估報告（全部於2021年-2023年間陸續發佈）中對氣候變化的科學認識、氣候變化造成的可能健康風險以及實際健康影響的早期證據提供總結。
氣候變化經由影響蚊蟲、蜱蟲和囓齒動物等媒介的生存、分佈和行為來影響疾病的傳播。:29 這些媒介攜帶病毒、細菌和原生動物，再從一載體轉移到另一載體。媒介和病原體可經過轉移和擴大地理分佈來適應氣候波動，根據媒介與宿主的相互作用、宿主免疫力和病原體進化來改變新病例的發生率。 此表示氣候變化通過改變傳播季節的長度及其地理分佈而對傳染病產生影響。
令人擔憂的是經媒介傳播的疾病在過去曾有導致文明興衰的紀錄。這就是為何世界衛生組織（WHO）認為氣候變化是人類健康的最大威脅之一。
於2022年發佈的一項研究報告，其結論是，“全球人類面臨的傳染病中有58%（即375種中的218種）在某種程度上因氣候災害而加劇”。

### 對疾病傳播和感染率產生變化
氣候變化及全球變暖對病媒、寄生蟲、真菌及其相關疾病的生物學和分佈具有重大影響。溫帶的氣候條件及模式變化所引起的區域變化將刺激某些疾病媒介昆蟲物種的繁殖。蚊蟲是傳播疾病的主要昆蟲之一，會傳播瘧疾、西尼羅河病毒和登革熱等疾病。隨著氣候變化導致區域氣溫發生變化，蚊蟲的分佈範圍也發生變化。蚊蟲活動範圍將向更遠的兩極方向，以及更高的海拔移動，一些地方的蚊蟲活動時間將比現在更長，導致於當地的數量增加。這種分佈的變化已在非洲高原區出現。 東非高海拔地區瘧疾發病率自1970年以來大幅上升，已被證明是由區域氣候變暖造成。蚊蟲不僅會攜帶影響人類的疾病，也會攜帶犬心絲蟲（一種影響犬類的寄生性圓線蟲）等疾病。因此蚊蟲分佈範圍擴大，會導致熱帶疾病遷移，並在許多其他生態系統中流行。 
由於某些地區變暖，寄生蟲和真菌的感染也會增加。例如在加拿大發現有隱球菌屬（Cryptococcus gattii），通常其會在較溫暖的如澳大利亞等地出現。現在北美洲西北部已出現兩種這類真菌菌株，對許多陸生動物造成影響。推測這種真菌的傳播與氣候變化有關聯。
傳播媒介是這些疾病分佈範圍擴大和發生感染的主要原因。如果媒介發生分佈的變化，相關疾病也會隨之變化。媒介因氣候變化而活動增加，疾病的傳播也會隨之加速。然而很難準確將發生範圍變化或感染率上升的原因做分類，因為除氣候變化外，還有許多其他因素存在 - 例如人口遷移、貧困、基礎設施品質和土地利用方式，但氣候變化仍是一個可能的關鍵因素。
氣候變化導致極端天氣事件的發生頻率增加，也有助於增加疾病的傳播。洪水會導致水污染，增加霍亂等疾病傳播的機會。這些極端天氣事件也會導致食品受到污染。極端天氣事件也會將疾病傳播到新的地區。

## 瘧疾
降雨量增加會擴大蚊蟲幼蟲棲息地和食物供應，而間接增加蚊蟲數量。瘧疾每年導致約300,000名兒童（5歲以下）死亡，而氣溫升高會構成迫在眉睫的威脅。透過電腦模型演算的保守估計，顯示由於氣候變化，瘧疾的風險到2100年將增加5-15%。根據MARA項目（Mapping Malaria Risk in Africa，繪製非洲瘧疾風險圖），預計到2100年，僅非洲一地每月感染瘧疾病原蟲的人數將增加16-28%。
氣候是導致瘧疾等媒介傳染病傳播的一個重要驅動力。瘧疾特別容易受到氣候變化的影響，因為蚊蟲缺乏調節內部溫度的機制，表示病原體（瘧疾）和媒介（蚊蟲）能生存、繁殖（以至於感染宿主）的氣候條件範圍有限。瘧疾等媒介傳染病具有決定致病性的特徵，其中包括媒介的生存和繁殖率、媒介活動水平（叮咬，即攝食率）以及媒介或宿主體內病原體的發育和繁殖率。氣候變化會極大影響到瘧疾媒介的繁殖、發展、分佈和季節性傳播。
瘧疾是種由蚊蟲傳播的寄生蟲病，由單細胞、寄生性的囊泡蟲（瘧原蟲）家族引起，會感染人類和其他動物。始於受感染的雌性蚊蟲叮咬，蚊子通過唾液將寄生蟲引入受感染宿主的循環系統。然後經由血液進入肝臟，在那裡成熟和繁殖。這種疾病引起的症狀通常包括發燒、頭痛、發冷和貧血，在嚴重的情況下將會發展為昏迷或死亡。 “全球大約有32億人（近世界人口的一半）面臨瘧疾風險。於2015年大約發生2.14億瘧疾病例，估計有438,000人因此死亡。”
蚊蟲繁殖和成熟的有利條件的窗口很小。蚊子的最低繁殖和成熟溫度為16至18°C。因氣溫升高而大量繁殖的瘧蚊將需要更多食物（人/動物血液）來維持生命並刺激產卵。由於更多的人類接觸以及更多的吸血昆蟲的存活和壽命加長，而會增加傳播瘧疾的機會。蚊蟲對降水和濕度的變化也會高度敏感。降水增加可擴大幼蟲棲息地和食物供應，而增加蚊蟲數量。這些最佳溫度為蚊蟲創造廣闊的繁殖地，也為幼蟲的成熟提供場所。
氣候變化對原本瘧疾並不流行的地區的人們健康產生直接影響。蚊蟲對溫度變化很敏感，環境變暖會提高它們的繁殖率。氣溫波動可為不同品種蚊子創造特殊的繁殖地，讓幼蟲生長，成熟的蚊子攜帶病毒感染以前從未接觸過的人們。生活在非洲和南美洲海拔較高地區的人們由於周圍環境平均溫度升高，罹患瘧疾的風險更高。這些社區的居民因不熟悉瘧疾而遭受嚴重打擊。他們不知道症狀和體徵，且幾乎沒免疫力。

### 非洲高地

#### 疾病曝露
“流行病學三角致病模式”解釋傳染病的暴露、傳播和因果關係之間的關聯，並說明瘧疾傳播率的變化。 就非洲高地的瘧疾傳播率而言，氣候變暖、天氣模式變化等劇烈環境變動以及森林砍伐等人類影響增加，所造成的因素和暴露，為瘧疾在病原體攜帶者和宿主之間的傳播提供適當的條件。載體將因此會快速適應、增長和繁殖。攜帶引起疾病的寄生蟲、微生物和病原體的媒介數量增加後將危害人類的健康。具體而言，瘧疾是由瘧蚊媒介攜帶的惡性瘧原蟲和間日瘧原蟲所引起。間日瘧原蟲可在較低溫度下生存，而惡性瘧原蟲只有在氣候溫度高於20°C時才能在蚊子體內生存和繁殖。 濕度和降雨增加之後也有助於這種病原體的繁殖和生存。全球氣溫升高，加上極端森林砍伐導致的土地覆蓋變化，為蚊蟲在非洲高地生存創造理想的條件。如果森林砍伐仍以目前的速度進行，會有更多的土地成為蚊蟲的繁殖地，其數量將迅速增加。而蚊蟲增加後將提升惡性瘧原蟲和間日瘧原蟲繁殖的機會。
隨著感染有惡性瘧原蟲或間日瘧原蟲的雌性瘧蚊數量增加，人類感染瘧疾的風險更會大增。 蚊蟲叮咬，把瘧原蟲傳播給人類宿主，發生感染。然後，當未受感染的蚊蟲叮咬受感染的人類宿主後，瘧原蟲就會傳播給蚊蟲，繼而蚊蟲再叮咬未受感染的人類，讓其成為宿主。受攜帶瘧原蟲的蚊蟲多次叮咬的人會有更大的的死亡風險。如將感染者受污染的血液輸送給未感染者或健康人，也會將疾病傳播。 

#### 對健康的影響
非洲高地瘧疾傳播率的變化有對當地人健康造成嚴重影響的可能。氣候變化將在未來幾十年內影響到大多數人的健康。而在非洲，特別是非洲高地，特別容易受到負面影響。 於2010年的全球瘧疾死亡負擔中有91%發生在非洲。目前已透過幾種時空模型的研究，以預測在不同氣候情景下對非洲瘧疾傳播的可能影響。估計最顯著的氣候變化影響僅在某些特定區域發生，非洲高地包括在內。
研究顯示由於總體氣候對瘧疾傳播的適宜性升高，導致感染疾病的人口增加。尤為重要的是於高海拔地區（如非洲高地）發生流行的可能性會增加。這些地區由於氣溫上升，有將通常無瘧疾的地區轉變為季節性流行病發生地區的可能。而導致新的人群暴露於此疾病，導致失能調整生命年的增加。此外，這類疾病負擔對於缺乏有效應對挑戰和壓力能力和資源的地區將更為不利。 

#### 預防
在非洲高地控制，並可能將瘧疾根除已面臨多種挑戰。許多用於控制瘧疾的策略於過去20年並沒改變，且數量不足，又少有新增的項目。
最常見的控制方式是透過公眾教育和病媒控制。由於蚊媒於巨大地理區域中散佈，將會是企圖控制這種疾病傳播的最大挑戰。由於覆蓋面積非常巨大，很難能透過持續使用殺蟲劑來有效達成。使用殺蟲劑的方式成本高昂，很難對受影響的地區持續控制。但如沒有持續控制，傳播就會迅速捲土重來。使用殺蟲劑的另一挑戰是媒介會對殺蟲劑產生抗藥性。蚊蟲每年可繁殖幾代，會很快就發展出耐藥性。
教育方式也有其局限性，因為受瘧疾影響最嚴重的人群是兒童，在蚊蟲活動高峰期待在室內接受預防信息不見得有利。居住在非洲高地的人們，其社會經濟地位低下也是種挑戰。當地缺乏衛生設施資源，惡劣的生活條件和營養不良會加劇瘧疾症狀，並增高因瘧疾而死亡的可能性。隨著氣候變化，疾病傳播向非洲高地移動，挑戰將是在以前從未出現過病媒的地區找到並予以控制，並且不會在溫度不再有利於原蟲生長的地區浪費資源。
許多醫學團體正在研究疫苗，其中一些尋求控制原蟲向宿主傳播，或是控制從人類回傳給病媒。這些疫苗不是很有效，且會隨著時間的移動而失去效力，因此目前的效果並不理想。但開發工作仍在進展中，希望能發展出更好、更有效，而且效力持久的疫苗。疫苗的替代方案是為載體做免疫預防（VIP），這是種基因療法，可改變宿主體內的細胞，這些細胞會從寄生蟲的各個生長階段分泌抗原，引發記憶性免疫反應，達到預防疾病和寄生蟲傳播的目的。

#### 制定政策的目的
制定非洲高地氣候變化和瘧疾發病率的政策，以達成雙重目的：
1. 制定減少溫室氣體排放的政策，而降低氣候變化的速度，以及
2. 將氣候變化已經造成，且將不可避免而產生的問題予以緩解。[39]

執行前述兩項非常重要，因為最貧窮國家的人民（非洲高地國家包括在內）面臨著最大的疾病負擔。此外，當各國被迫應對瘧疾等疾病時，其經濟增長就會放緩，而把相對於世界其他地區/國家已存在的不平等繼續惡化。
當人們關注緩解問題時，特別是與非洲高地的瘧疾相關的，研究仍然是個重要的組成部分。這種研究需要採取多種形式，包括歸因研究，以確定氣候變化對瘧疾發病率的影響程度、情景建模，可幫助我們進一步了解未來氣候變化對瘧疾發病率的影響，以及對干預計劃和技術的檢查，以幫助我們了解適當的應對措施。為更好了解這種疾病，對非洲高地人群中的瘧疾進行觀察和監測也很重要。
同時須制定政策，大幅增加對非洲高地公共衛生的投資。以實現兩個目標 - 第一個是讓受影響地區於瘧疾治療方面有更好的結果，第二個是為人口提供更健康的環境。 關注“同一健康”策略也很重要。這表示在不同地理區域以及在跨學科層面上均須進行合作，以提出可行的解決方案。

#### 非氣候決定因素
社會人口因素包括但不限於：人類遷徙和旅行的模式、公共衛生和醫療基礎設施在控制和治療疾病方面的有效性、抗瘧疾藥物抗藥性的程度以及現有人口的基本健康狀況。 環境因素包括：土地利用變化（例如森林砍伐）、農業和水利開發項目的擴大（這往往會增加蚊蟲的繁殖地）以及城市化的總體趨勢（即人類宿主的集中度增加）。這些景觀變化比長期氣候變化更能對當地天氣產生影響。例如非洲高地的森林砍伐和天然樹沼的開墾為蚊蟲幼蟲的生存創造有利條件，並在一定程度上導致瘧疾發病率的增加。這些非氣候因素的影響讓事情變得複雜，使得氣候變化與瘧疾之間的直接因果關係難以確定。瘧疾的散佈單獨由氣候變化造成的可能性極小，仍須將其他因素如人口動態、治療藥物抗藥性、蚊蟲對殺蟲劑抗藥性、人類活動（如森林砍伐、灌溉、樹沼排水）及活動對當地生態的影響一併考慮。

## 登革熱
登革熱是由熱帶地區登革熱病毒引起的傳染病。經由埃及斑蚊傳播。登革熱發病率在過去幾十年有所增加，且預計隨著氣候條件的變化，還會繼續增加。人類一旦感染登革熱病毒，會出現嚴重的流感樣症狀。登革熱也稱為“斷骨熱”，可影響嬰兒、兒童和成人，並有致命可能。登革熱是通過雌性埃及斑蚊的叮咬而傳播。這種雌蚊是登革熱的高效傳播媒介。氣候變化為登革熱病毒的傳播創造有利條件。蚊蟲於雨季繁殖時期，將疾病傳播推到高峰。
根據WHO報告，1955年至2007年期間的登革熱確診病例從1,000例增加到100萬。這種病媒蚊蟲的存在和數量很大程度上受到一個地區的含水容器或積水區的數量、每日溫度以及溫度、濕度和太陽輻射變化的影響。雖然登革熱被認為主要是種熱帶和亞熱帶疾病，但病媒蚊蟲的地理分佈正在擴大中。登革熱主要媒介最近的傳播歸因於全球化、貿易、旅行、人口趨勢和氣溫變暖。
登革熱被列為世界上最重要的媒介傳播病毒性疾病。估計每年發生5千萬到1億感染病例。傳播於過去50年裡急劇增加，新病例（發病率）已增加30倍。登革熱曾局限於熱帶少數地區，現已在東南亞、美洲、非洲、東地中海地區、西太平洋地區等100多個國家流行，其中東南亞和西太平洋地區受到的影響最為嚴重。隨著登革熱蔓延到新的地區，病例數量不斷增加，經常有疫情爆發出現。此外，歐洲可能存在疫情爆發的威脅，法國和克羅埃西亞於2010年首次報告本地登革熱傳播出現的病例。孟加拉國是遭受登革熱嚴重影響的國家之一。
登革熱病例自20世紀70年代以來急劇增加，之後變得更加流行。此種疾病的較高發病率被認為是由於城市化、人口增長、國際旅行增加和氣候變化的綜合結果。同樣的趨勢還導致不同血清型的登革熱傳播到新的地區，並導致嚴重型的登革出血熱出現。目前已發現四種可引起登革熱的病毒。如果某人感染其中一種，患者將對這種類型的登革熱病毒具有永久免疫力，而對別種病毒具有短期免疫力。登革熱的症狀中包括發燒、頭痛、肌肉和關節疼痛以及皮疹。
登革熱曾經被認為是種熱帶疾病，但氣候變化正導致登革熱傳播。登革熱是經由某些類型的蚊蟲傳播，這些蚊蟲已經向北傳播得越來越遠。而目前發生的一些氣候變化導致熱量、降水和濕度增加，為蚊蟲創造出主要繁殖地。氣候越熱越濕，蚊蟲成熟得越快，疾病也發展得越快。另一影響是不斷變化的聖嬰現象效應，正影響世界不同地區的氣候，導致登革熱得以傳播。
“在WHO東南亞區域和西太平洋區域成員國中約有18億人（於當地人口佔比超過70%）面臨登革熱的風險，這些國家承擔著當前全球登革熱疾病負擔近75%。為兩個地區擬定的亞太登革熱戰略計劃（2008年-2015年）是與成員國和發展夥伴協商制定，以應對登革熱日益嚴重的威脅，登革熱正蔓延到新的地區，並在疫情爆發早期階段就造成高死亡率。戰略計劃的目的在經由加強準備，迅速發現、描述和遏制疫情，並阻止登革熱傳播到新地區，協助各國扭轉登革熱上升趨勢。”

## 蜱媒傳疾病
這種影響人類和其他動物的疾病是由蜱蟲叮咬而將傳染源傳播所引起。高於85%的濕度是蜱蟲完成其生命週期的理想環境。研究顯示溫度和蒸汽在確定蜱蟲種群分佈方面發揮重要作用。目前已發現相對最高溫度是維持蜱蟲種群最有影響力的因素。較高的溫度可提高其孵化率和發育率，但會阻礙總體存活率。溫度對其總體生存非常重要，當冬季月平均最低溫度低於-7°C時將會阻礙當地現有種群的生存。
氣候變化對蜱蟲生命週期的影響，是預測媒介傳播疾病相關事項中最為困難的部分。蜱蟲的生命週期與其他媒介不同，會跨越多個季節 - 從幼蟲到若蟲，然後再化為成蟲。此外，萊姆病等疾病的感染和傳播發生在不同類別脊椎動物宿主中的多個階段，增加需考慮的額外變量。據信最早的病原體是來自歐洲的伯氏疏螺旋體，但目前已在北美海鳥身上發現加里疏螺旋體的變體，顯示其演化迅速，且分佈廣泛。因此需要進一步的研究來改善研究進化的電腦模型，為蜱媒傳系統在面臨氣候變化時發生的分佈變化。蜱蟲在幼蟲/若蟲階段（第一次吸血後因接觸伯氏疏螺旋體（導致萊姆病的螺旋體）時）而感染，但要到成蟲階段才會將疾病傳播給人類。
蜱蟲種群的擴張與全球氣候變化同時發生。近年來的物種分佈模型顯示鹿蜱（肩板硬蜱）的分佈正推往美國東北部和加拿大的高緯度地區，並推動和維持美國中南部各州和中西部北部的種群數量。根據氣候模型，隨著變暖往美國中西部北部向西北推進，蜱蟲棲息地將進一步擴展至加拿大。此外，蜱蟲種群預計將從美國東南海岸撤退，但尚未被觀察到。據估計到2020年平均氣溫升高將會使蜱蟲數量增加一倍，並導致蜱蟲暴露季節提早開始。
蜱蟲種群不僅分佈範圍更廣，而且正在向更高的海拔地區遷移。在科羅拉多州的前緣地區發現被稱為洛磯山木蜱的Dermacentor andersoni，它們習慣叮咬人類，而感染兔熱病(由土倫病法蘭西斯氏菌引致)、洛磯山斑點熱(由立氏立克次體引致) 和科羅拉多州蜱熱（由科羅拉多州蜱熱病毒引致）。
關於全球變暖和蜱蟲種群向以前未存在的地區擴張的影響，調適性預防的關鍵將包括擴大醫療保健基礎設施和藥物供應，以及對人們和醫療衛生提供者進行有關疾病和疾病風險的教育，以採取適當預防措施。
面對這些不斷擴大的威脅，政府官員和環境科學家之間加強合作，對推進預防性和反應性應對措施就非常重要。如果不承認氣候變化導致環境更適合病媒存在，所制定的政策和基礎設施就會落後於疾病的傳播速度。抱持全球暖化否定說而帶來的人命成本是許多政府所關心的問題。美國疾病管制與預防中心(CDC) 正開展一項名為“增強氣候影響抵禦能力”(BRACE) 的贈款計劃，為對抗蜱傳疾病傳播等氣候影響的5個步驟作詳細介紹。任何干預措施與其他應對氣候變化的媒介和影響的情況一樣，都需要把包括兒童和老年人在內的弱勢群體優先考慮。美國和世界各地的有效政策需要準確模擬病媒種群的變化以及疾病負擔，教育公眾如何減輕感染，並為醫療系統做好應對日益增加的疾病負擔的準備。 

## 利什曼病
利利什曼病是種被忽視熱帶病，由利什曼原蟲屬引起，並經由沙蠅傳播。主要分佈在世界各地的熱帶和亞熱帶地區中凡有沙蠅這種媒介及原蟲宿主存在的地方。依據感染的原蟲種類，這種疾病可以多種方式表現：在皮膚利什曼病中，皮膚會出現潰瘍，留下醜陋的疤痕，而在內臟利什曼病中，寄生蟲侵入內臟，不予治療有致命可能。WHO估計全世界有1,200萬人患有利什曼病，導致這種疾病的危險因子包括有貧困、城市化、森林砍伐和氣候變化。
氣候變化影響利什曼病發病率的原因之一（與其他媒介傳播疾病一樣），是沙蠅對溫度、降雨量和濕度變化的敏感性，此類條件將改變它們的分佈和季節性。例如模型研究預測氣候變化將增加中歐適於白蛉屬沙蠅媒介物種的條件。另一模型研究Lutzomyia longipalpis（一種重要的內臟利什曼病媒介）的分佈，顯示該物種在亞馬遜盆地的分佈範圍有所增加。另一研究模型把氣候、政策和土地利用等社會經濟變化的數據列入考慮，發現對皮膚和內臟利什曼病的影響是各有不同，突顯將每種疾病和地區分開考量的重要性。
沙蠅體內原蟲的發育也會受到氣溫變化的影響。例如當受感染的媒介保持在較高溫度時，祕魯─利什曼原蟲症（Leishmania peruviana ）會消失，而在同一個實驗中，Leishmania infantum和Leishmania infantum兩種原蟲並未受溫度升高的影響。

## 伊波拉出血熱
伊波拉出血熱病毒是最致命的病毒之一，一開始只是個小規模爆發，最終演變成一重大的全球問題。疫情首次在1976年於剛果民主共和國伊波拉河附近被發現。人群不時受到感染，而導致多個非洲國家爆發疫情。此病毒的平均病死率約為40%，已記錄有28,600多病例，死亡人數有11,310人。最近的研究認為氣候變化是導致此出血熱數量上升的原因。許多研究人員將森林砍伐與該疾病作聯繫，景觀的變化增加野生動物與人類接觸的頻率。病毒通常存在野生動物體內，當人類接觸受感染動物的體液時，也會受到感染。 當直接接觸人類患者的血液、嘔吐物或糞便時，也會受到病毒感染。季節性乾旱以及強風、雷暴、熱浪、洪水、山體滑坡以及降雨模式變化也會影響野生動物的遷徙活動，讓其遠離自然環境，更接近人類。中非乾旱期間出現由氣候變化（導致自然環境變化）引起的出血熱疫情爆發案例。而最終會將西非的糧食不安全情況放大，導致當地社區食用受病毒感染的蝙蝠等動物。 

## 茲卡病毒
茲卡病毒是種媒介傳播的病毒，於1947年首次被觀察到，史上曾在非洲和亞洲熱帶地區出現過聚集性疫情。目前茲卡病毒流行，影響到更多人口，包括發生在2007年的密克羅尼西亞和南太平洋島嶼，以及2013年的美洲。巴西曾經歷過最大規模的茲卡病毒爆發之一，於2015年報告約出現150萬病例。感染茲卡病毒的孕婦會有較高生下患有先天畸形（包括小頭畸形）子女的風險。在氣候變化和氣溫上升的背景下，預計到2050年受此病毒影響的人將超過13億。主要原因是由於有利於媒介生長和生命週期的環境擴大，例如溫度範圍在23.9°C至34°C的環境。蚊蟲的行為也受到氣溫變化的影響，包括增加繁殖和叮咬率。此外，極端氣候模式，包括乾旱、洪水和熱浪，會加劇蚊子繁殖地的擴散，而增加病毒傳播的發生率。由於氣候變化，預計除茲卡病毒之外，黃熱病和登革熱等蚊媒疾病也會更加流行。

## COVID-19
聯合國環境署將COVID-19歸類為人畜共通傳染病，表示病毒可從動物傳染給人類。人畜共通傳染病不斷增加，部分原因是氣候變化和人為破壞野生動物棲息地。導致病例增加的因素包括溫度和濕度的波動、畜牧業、野生動物貿易、棲息地喪失和環境退化。聯合國環境署指出：“保護我們自己免受人畜共通疾病侵害的最根本做法是防止自然環境遭到破壞。如果生態系統健康且具有生物多樣性，就具有韌性、調適性，並有助於規範疾病發生。”
WHO秘書長譚德塞在一段特別視頻中致辭，談到生物圈健康與預防COVID-19等流行病之間的聯繫，並強調如果不阻止氣候變化，改善人類健康的努力就無法發揮作用。WHO建立一個特別頁面，專門討論有關COVID-19冠狀病毒和氣候變化的常見問題，包括氣候變化與新的人畜共通傳染病發生間的聯繫。截至2020年11月24日，網頁中對有關該問題的當前了解，總結如下：
沒有證據顯示全氣候變化與COVID-19的出現或傳播之間存在直接聯繫。但由於該疾病現已廣泛傳播，因此應重點關注減少傳播和治療患者。然而氣候變化可能會間接影響COVID-19的應對措施，因為它將健康的環境決定因素破壞，並為醫療系統帶來額外的壓力。更進一步說，大多數新出現的傳染病以及幾乎所有最近的疫病大流行都起源於野生動物，有證據顯示人類對自然環境不斷增加壓力，將會導致疾病出現。加強醫療系統，改進對野生動物、牲畜和人類傳染病的監測，以及加強對生物多樣性和自然環境的保護，應該可減少未來爆發其他新疾病的風險。 
WHO的頁面還指出氣候變化及其對清潔水供應的影響，有足夠的水用於衛生活動，對於減少疾病的傳播有重要的作用。

### 其他研究
於2021年所做的一項研究發現氣候變化與蝙蝠傳播COVID-19疾病之間可能存在聯繫。報告撰寫者發現氣候驅動的蝙蝠物種分佈和豐度變化，增加中國雲南省、緬甸和寮國出現蝙蝠傳播冠狀病毒的可能性。該地區也是馬來穿山甲和白鼻心的棲息地，它們被懷疑是蝙蝠和人類之間的COVID-19病毒的中間宿主。 因此研究報告撰寫者認為氣候變化可能在某種程度上促成大流行出現。
蝙蝠棲息地所在的氣候變化(乾旱增加及乾旱期加長)也可能促使其更接近人口稠密的地區。這會導致連鎖反應，增加它們與人類的互動，而提升人畜共通傳染病傳播的可能性。
COVID-19大流行期間的氣候條件也會影響病毒的傳播性。這部分是由於人類對極端天氣的反應，例如人們在大雨期間較可能進行社會隔離，因此不太可能從他人感染到冠狀病毒。溫暖的天氣也可能為COVID-19的生存和病毒傳播創造不利的條件。

## 其他

### 新傳染病出現
人們擔心真菌界會導致新的疾病出現。哺乳動物是內溫動物，具有恆溫性，而讓其能在一生中維持較環境溫度為高的體溫，但如果真菌能夠適應更高的溫度並在哺乳動物體內生存，這種利用熱作為防禦的機制將會被破壞。對昆蟲致病的真菌可透過實驗，在哺乳動物體內通過逐漸變暖的循環達到調適後而進行繁殖。這表示真菌能夠快速適應更高的溫度。耳念珠菌在三大洲的出現被認為是全球變暖的結果，並增加風險：氣溫升高本身會引發某些微生物的適應，而讓它們導致人類患病。
氣候變化可能導致多種傳染病流行急劇增加。全球從20世紀70年代中期開始出現“傳染病的出現、捲土重來和重新分佈”。造成這種情況的原因有多種，取決於各種社會、環境和氣候因素，但許多人認為“傳染病的波動變化可能是生物對氣候不穩定的最早表現方式之一”。許多傳染病都受到氣候變化的影響，但瘧疾、登革熱和利什曼病等媒介傳播疾病的因果關係最為明顯。氣候變化增加媒介傳播疾病患病率的主要原因之一是氣溫和降雨量對蚊蟲的分佈、數量和病毒能力具有關鍵作用，而蚊蟲是許多媒介傳播疾病的主要載體。觀察和發現害蟲和病原體的分佈已從赤道朝地球兩極前進。用於預測這種分佈趨勢的工具是動態蚊蟲模擬過程 (DyMSiM)。 DyMSiM使用流行病學和昆蟲學數據和做法，根據氣候條件和居住在該地區的蚊蟲來模擬其未來的分佈。這種建模技術有助於確定特定蚊蟲種類的分佈，其中一些蚊蟲比其他蚊蟲更容易受到病毒感染。

#### 病毒溢出
一項致力於氣候變化與人畜共同傳染病之間聯繫的大型研究報告於2022年發表。研究發現氣候變化與過去15年流行病的出現之間存在密切聯繫，因為氣候變化導致物種大規模遷徙到新地區，而導致以前未曾接觸過的不同物種聚在一處。即使在氣候變化較弱的情況下，預測於未來幾十年也將有15,000次病毒溢出到新的宿主。最有可能溢出的地區是非洲和東南亞的熱帶山區。東南亞更容易受到影響，因為當地有大量蝙蝠物種，這些蝙蝠通常不會混在一起，但如果因氣候變化而被迫遷徙，它們可透過飛行而輕鬆達成混居。

預測由於持續的氣候變化導致哺乳動物（最主要是經由蝙蝠）的地理分佈發生變化，導致新型病源溢出，讓物種間病毒共享情況增加。風險熱點主要位於“亞洲和非洲的高海拔地區、生物多樣性熱點地區以及人口密度高的地區”。

### 蚊蟲傳播的疾病
環境變化如森林砍伐等將會增加高地的局部溫度，而增強瘧蚊媒介能力。瘧蚊是世界上許多疾病傳播的罪魁禍首，例如瘧疾、象皮病和O'nyong'nyong病毒。
環境變化、全球變暖和氣候變化是會影響如瘧蚊媒介生物學和疾病生態學及其疾病傳播潛力的因素。氣候變化將導致高緯度和高海拔地區的氣溫升高。全球變暖預測顯示“高排放情景”下的地表空氣升溫為4°C，到2100年的可能範圍為升溫2.4–6.4°C。這種程度的升溫將改變許多蚊媒的生物學和生態學，以及它們傳播的疾病（例如瘧疾）的動態。由於氣候變化，高原地區的瘧蚊代謝率將發生較大變化。這種氣候變化是由於蚊蟲居住的高原地區的森林遭受砍伐所造成。當溫度升高時，幼蟲僅需較短的時間即能發育成熟，因此能生產更多後代。反過來，當有感染者存在時，將會導致瘧疾傳播增加。

## 對野生動物健康的影響
氣候變化和氣溫升高也會影響野生動物的健康。具體來說，氣候變化將影響到野生動物的疾病，特別是影響“野生動物疾病的地理範圍和分佈、植物和動物物候、野生動物宿主與病原體的相互作用以及野生動物的疾病模式”。

### 野生動物疾病的地理範圍和分佈
北半球病媒和寄生蟲病的地理轉移可能是由於全球變暖所造成。自1995年以來，影響馴鹿和雪羊等有蹄類動物的腦寄生蟲Parelaphostrongylus tenuis的地理分佈持續往北轉移，而萊姆病和其他蜱傳人畜共通傳染病，蜱媒介肩板硬蜱也在向北擴大其範圍。另據預測，氣候變暖還將導致某些海拔地區疾病分佈發生變化。例如在夏威夷群島的高海拔地區，預計氣候變暖將使禽瘧疾終年傳播。這種傳播機會增加後，對那些少有抵抗力或無抵抗力的高海拔瀕臨滅絕的夏威夷本土鳥類造成毀滅性的打擊。 

### 物候與野生動物疾病
物候學是對季節週期的研究，許多動物的季節生物週期已受到氣候變化的影響。例如當早春氣溫升高時，蜱傳腦炎（TBE）在人類中的傳播率更高。氣溫升高導致感染病毒的蜱蟲（若蟲）和未感染病毒的蜱蟲（幼蟲）的攝食活動重疊。這種重疊攝食會導致更多未感染的蜱幼蟲受到感染，而升高人類感染TBE的風險。另一方面，較冷的春季氣溫會減少重疊的攝食活動，而降低TBE人畜共通傳染病的風險。

### 野生動物宿主與病原體的相互作用
病原體的傳播可透過患病動物與另一動物直接接觸來達成，也可透過受感染的宿主如獵物或是載體等而以間接方式傳播。氣候變化導致的氣溫升高，造成媒介或其他宿主中致病因子的增加，且還增加“攜帶疾病的動物的存活率”。由於氣候變化導致氣溫升高和冬季變暖，可將侵犯馴鹿和雪羊等有蹄類動物的腦寄生蟲（Parelaphostrongylus tenuis）的存活率增加。這種寄生蟲會導致神經系統疾病，最終讓受感染者喪命。由於氣候變化，駝鹿已經受到熱壓力，而增加對Parelaphostrongylus tenuis等寄生蟲和傳染病的易感性。

### 野生動物疾病模式
預測氣候變化對不同地理區域的疾病模式所產生的影響會很困難，因為其影響具有很大的可變性。在海洋生態系統中比陸地環境中更為明顯。由於疾病傳播，導致海中的珊瑚礁數量大減。

## 對牲畜健康的影響
本節摘自氣候變化對牲畜的影響。

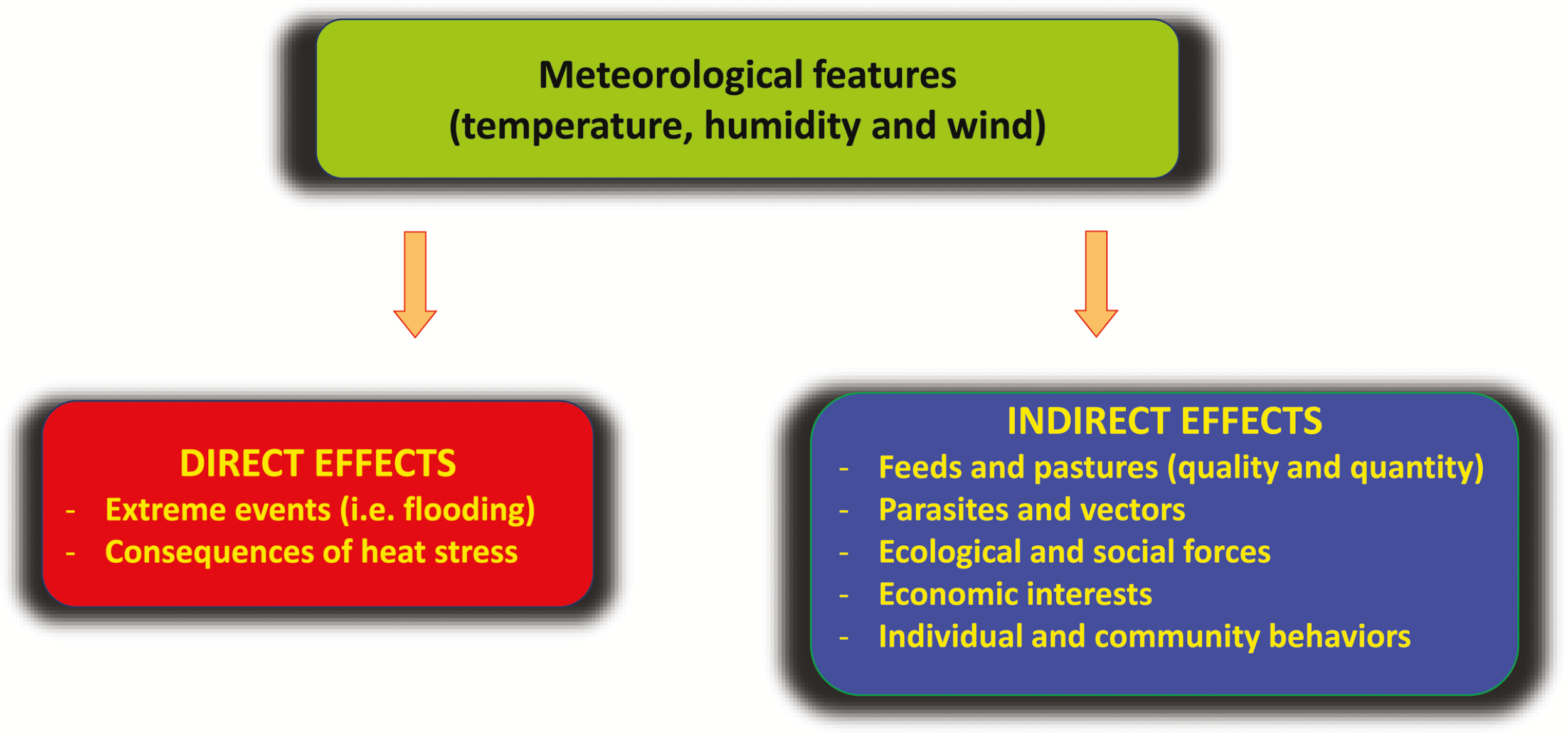
氣候變化對牲畜產生不同形式的負面影響。

畜牧業既受到人為氣候變化的嚴重影響，又是驅動氣候變化的重要因素。截至2011年，全球約有4億人以某種方式依靠牲畜來維持生計。:746 這個部門的商業價值估計接近1兆美元。與此同時，畜牧業所產生的溫室氣體排放佔整體農業排放的大部分，並耗用約30%的農業用淡水，而僅提供全球卡路里攝入量的18%。產自動物來源的食品在滿足人類蛋白質需求方面發揮較大作用，但僅佔供應量的39%，其餘部分由農作物提供。:746–747根據IPCC使用的共享社會經濟路徑，其中只有SSP1提供實現升溫1.5°C (2.7°F) 目標的可能性，並且除大規模部署環境科技等外，該途徑還假設產自動物來源的食品，相對於現在的全球飲食，要佔有更低的作用。因此有人呼籲在全球許多地方逐步取消目前提供給畜牧業的補貼，並且淨零排放計劃包括有對牲畜總頭數的限制，包括大幅減少一些擁有大量飼養動物的國家的現有頭數（如愛爾蘭等國家）。然而要徹底結束人類對肉類和/或動物產品的消費，在目前不被認為是個現實的目標，因此任何涉及氣候變化調適的綜合計劃，特別是氣候變化對農業的當前和未來影響，還必須把牲畜列入考慮。
IPCC第六次評估報告指出氣候變化已對畜牧生產造成一系列不利影響（高置信度）。其中包括動物飼料的數量或品質的下降，無論是由於乾旱還是二氧化碳施肥效應的二次影響。動物寄生蟲和媒介傳播疾病也比以前傳播得更遠，顯示此點的數據品質通常優於對人類病原體傳播影響的估計。隨著氣溫上升，除了最冷的國家外，其他國家畜養的牲畜總體高熱效應都會相應增加。在最壞的情況下，將有完全的致命性，在熱浪期間已見到大量牲畜死亡，但仍有一系列亞致命的影響 - 包括牛奶等產品品質下降，牲畜更易跛行，甚至是繁殖能力受損。根據未來溫室氣體排放的強度和由此導致的變暖，而到本世紀中葉，由於飼料種植困難將會導致全球牲畜數量減少7-10%。:748雖然有些生產牲畜的地區預計縱然在本世紀末有升溫甚高的情況，仍可避免“極端高熱”，其他地區可能早在本世紀中葉就不再適合畜養。:750
一般而言，撒哈拉以南非洲地區被認為是最容易遭遇氣候變化，而對其牲畜產生影響，繼而產生糧食安全的衝擊，預計在此區國家有超過1.8億人的牧地將在本世紀中葉左右大幅失去其適宜性。:748 另一方面，日本、美國和歐洲國家被認為最不具氣候變化脆弱性。這既是人類發展指數和其他社區韌性衡量標準中既有的差異，也是放牧業在國民飲食重要性具有巨大差異的結果，更是氣候變化對每個國家產生直接影響的結果。